# Teresa Perales
María Teresa Perales Fernández, plus connue comme Teresa Perales, née le 29 décembre 1975 à Saragosse (Espagne), est une nageuse handisport  et une femme politique espagnole. Elle a remporté vingt-huit médailles aux(Jeux paralympiques). 1ere Marquise de Perales (2025)

## Biographie

### Jeunesse, maladie et études
À 5 ans, Teresa Perales s'essaie à la natation mais elle n’aime pas particulièrement ce sport. Passionnée par les films Karaté Kid, Teresa Perales apprend le karaté et obtient la ceinture marron-noire. À ses 15 ans, son père, qui travaillait dans une entreprise de surgelés, meurt. 
À l'âge de dix-neuf ans, Teresa Perales perd la mobilité de ses jambes à la suite d'une neuropathie. Elle ne sort de chez elle que pour célébrer la victoire du Real Saragosse en Coupe d'Europe des vainqueurs de coupe de football, ne supportant pas les regards des autres. À l'été 1995, en vacances avec sa famille à Salou, elle les accompagne dans la piscine en portant un gilet de sauvetage et se découvre des capacités de nageuse,. De retour à Saragosse, elle s'inscrit dans les cours du club CAI Deporte Adaptado où son premier entraîneur Ramiro Duce voit tout son potentiel. La natation met alors fin à une période difficile d'adaptation à sa nouvelle situation et lui redonne un endroit de liberté. 
Enfant, elle rêvait d'être médecin et elle poursuit finalement ses études en physiothérapie dont elle est diplômée de l'Université de Saragosse en 1999 puis professeur de physiothérapie dans cette université pendant deux ans.

### Médailles olympiques et titres

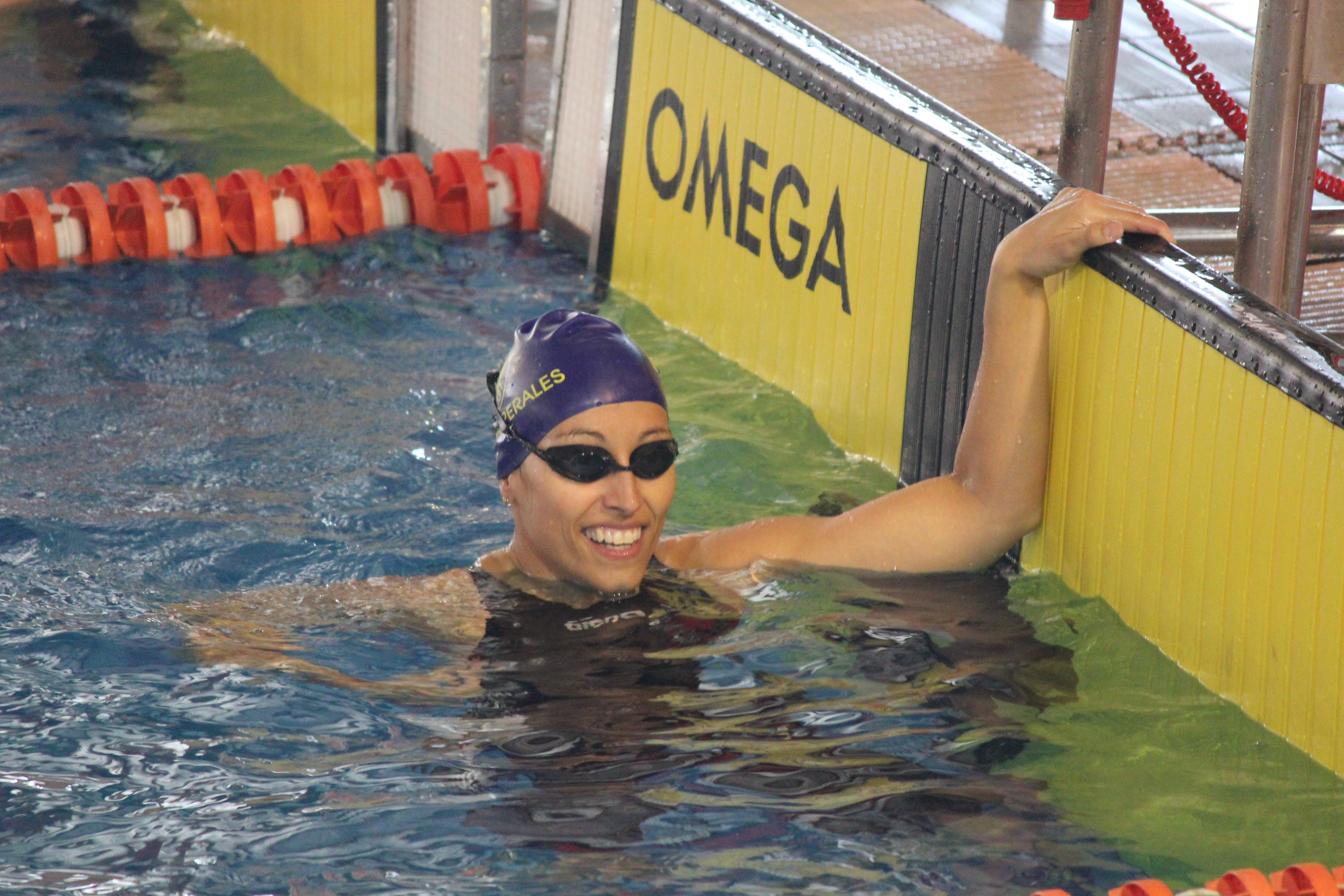
Teresa Perales lors du championnat d'Espagne de natation paralympique de 2015.

Entre 2000 et 2024, elle remporte un total de vingt-huit médailles aux Jeux paralympiques.

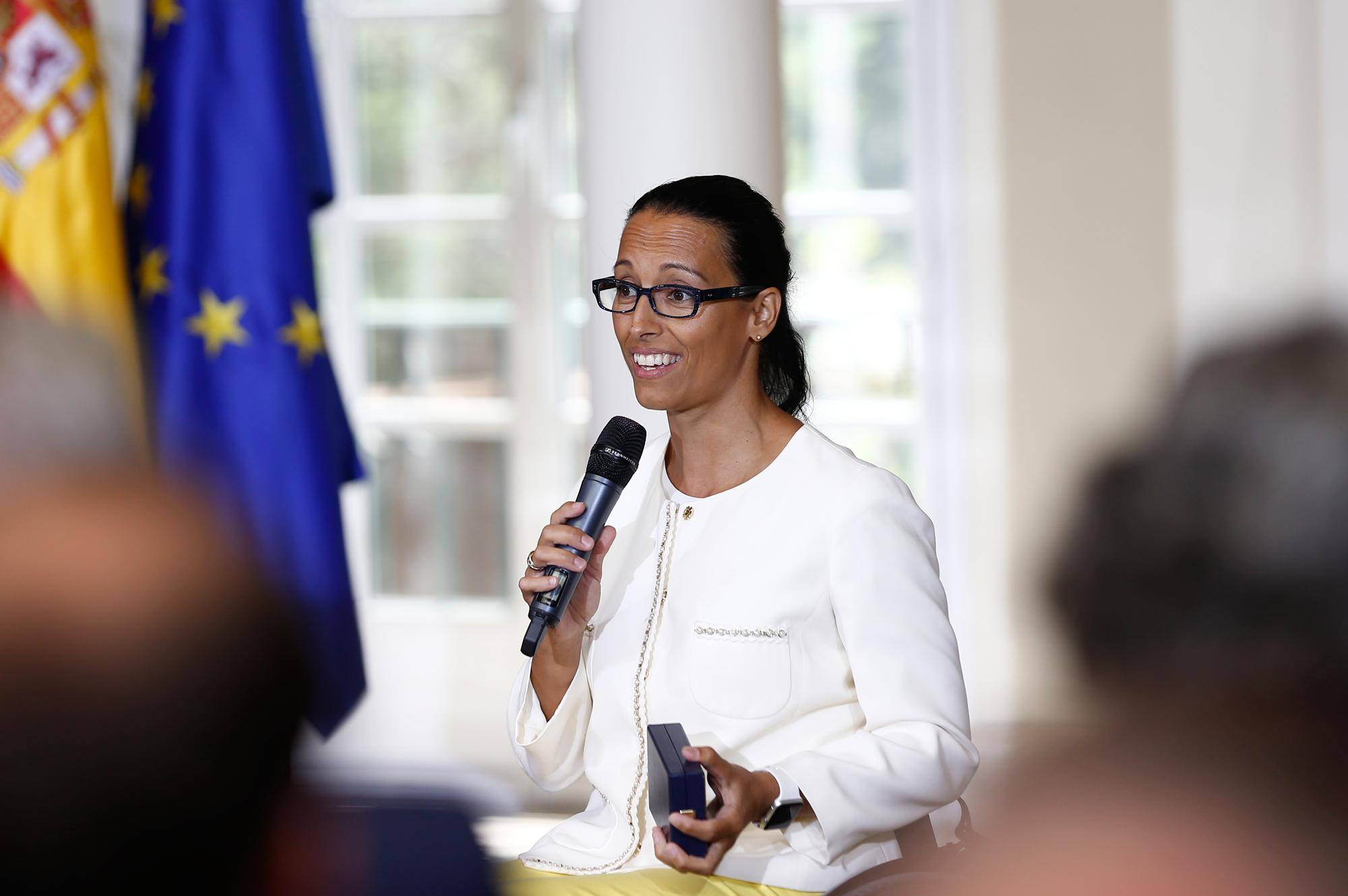
Teresa Perales recevant une médaille d'or du mérite au travail en juillet 2017.

Le 8 janvier 2005, elle entre à la mairie sur ses pieds, au bras de son frère, pour se marier, stupéfiant son mari et les invités. Elle s'est entraînée plusieurs mois pour ce moment.
Lors des Jeux paralympiques de Londres en 2012, soutenue par son fils Mariano, âgé de deux ans et demi, la nageuse espagnole remporte la médaille d'argent dès sa première épreuve, le 50 mètres nage libre, et devient l'athlète paralympique espagnole la plus médaillée de l'histoire. Récompensée de ses nombreuses heures d'entraînement loin de son fils, Teresa Perales collectionne les médailles à Londres, jusqu'à remporter sa 22e breloque olympique, la médaille d'or sur le 100 m nage libre. La veille déjà, elle avait remporté l'argent sur le 50 m papillon en descendant sous les 43 secondes.
Lors des championnats du monde handisport 2017, Teresa Perales remporte la médaille d'or dans le 50 mètres nage libre dans un temps de 37 s 47 et deux autres médailles, en argent, sur le 100 m nage libre et le 50 m dos.
En 2021, elle reçoit le prestigieux Prix Princesse des Asturies et reçoit les éloges de Felipe VI pour son courage et sa persévérance lors d'une cérémonie organisée au théâtre Campoamor. En mai, elle se blesse sérieusement à l'épaule gauche lors des championnats d'Europe.
Lors des Jeux paralympiques d'été de 2020, organisés à Tokyo en août 2021, Teresa Perales remporte à 45 ans sa 27e médaille paralympique en terminant deuxième du 50 mètres dos S5,. Début septembre, quelques jours après sa médaille, la championne espagnole est hospitalisée pour des crises de spasmes et reste sous observation trois semaines à l'hôpital à Tokyo puis à Madrid.

### Carrière politique
Membre du Parti aragonais (PAR), elle siège aux Cortes d'Aragon de juin 2003 à février 2006. Tête de liste du parti aux élections générales espagnoles de 2008, elle n'obtient pas de siège mais devient chef les jeunes du PAR et est conseillère au développement et au sport à la ville de Saragosse.

## Palmarès

### Jeux paralympiques
- Jeux paralympiques d'été de 2024 à Paris
  -  Médaille de bronze du 100 mètres dos S2.

- Jeux paralympiques d'été de 2020 à Tokyo
  -  Médaille d'argent du 50 mètres dos S5.

- Jeux paralympiques d'été de 2016 à Rio de Janeiro
  -  Médaille d'or du 50 mètres nage libre S5.
  -  Médaille d'argent du 100 mètres nage libre S5.
  -  Médaille d'argent du 200 mètres nage libre S5.
  -  Médaille d'argent du 200 mètres nage libre SM5.

- Jeux paralympiques d'été de 2012 à Londres
  -  Médaille d'or du 100 mètres nage libre S5.
  -  Médaille d'argent du 50 mètres nage libre S5.
  -  Médaille d'argent du 50 mètres papillon S5.
  -  Médaille d'argent du 200 mètres nage libre S5.
  -  Médaille de bronze du 200 mètres quatre nages SM5.
  -  Médaille de bronze du 100 mètres brasse SB4.

- Jeux paralympiques d'été de 2008 à Pékin
  -  Médaille d'or du 50 mètres nage libre S5.
  -  Médaille d'or du 100 mètres nage libre S5.
  -  Médaille d'or du 200 mètres nage libre S5.
  -  Médaille d'argent du 50 mètres dos S5.
  -  Médaille de bronze du 100 mètres brasse SB4.

- Jeux paralympiques d'été de 2004 à Athènes
  -  Médaille d'or du 100 mètres nage libre S5.
  -  Médaille d'or du 50 mètres papillon S5.
  -  Médaille d'argent du relais 4 × 50 mètres quatre nages.
  -  Médaille de bronze du 50 mètres nage libre S5.
  -  Médaille de bronze du 100 mètres brasse SB4.
  -  Médaille de bronze du 50 mètres dos S5.

- Jeux paralympiques d'été de 2000 à Sydney
  -  Médaille d'argent du 50 mètres papillon S5.
  -  Médaille de bronze du 50 mètres nage libre S5.
  -  Médaille de bronze du 100 mètres nage libre S5.
  -  Médaille de bronze du 200 mètres nage libre S5.
  -  Médaille de bronze du 50 mètres dos S5.